# Daviscardia
Daviscardia is een geslacht van vlinders van de familie echte motten (Tineidae), uit de onderfamilie Scardiinae.

## Soorten
- D. beckeri Robinson, 1986
- D. bicolorella Robinson, 1986
- D. bimendella (Zeller, 1863)
- D. coloradella (Dietz, 1905)
- D. hypocritella Robinson, 1986
- D. luctuosa (Walsingham, 1914)
- D. lupulella Robinson, 1986
- D. mackiei Robinson, 1986
- D. radulella Robinson, 1986